# Емет
Емет (на английски: Emmett) е град в окръг Джем, щата Айдахо, САЩ. Емет е с население от 6717 жители (2016) и обща площ от 4,7 km². Намира се на 720 m н.в. ZIP кодът му е 83617, а телефонният му код е 208.